# Moher Tower
Moher Tower (irisch Túr an Mhothair; historisch Mothar Uí Ruis oder Mothar Uí Ruidhin) ist die steinerne Ruine eines Wachturms auf Hag’s Head (Ceann Caillí) am Südende der Cliffs of Moher im irischen County Clare.

## Geschichte
Der heutige Turm steht in der Nähe einer früheren Festung namens Moher oder Mothar (irisch Lios an Mhothair), einem Promontory Fort. Diese frühere Festung stand bis mindestens 1780 und ist in John Lloyds Bericht Short Tour of Clare von 1780 erwähnt. Diese frühere Festung wurde 1808 abgerissen, um Baumaterial für den neuen Telegrafenturm zu erhalten. Dieser entstand in der Nähe als Wach- und Signalturm in den Koalitionskriegen (1803–1815). Gleichartige Türme wurden entlang der Atlantikküsten errichtet, um der Furcht vor einer Invasion französischer Landetruppen unter Napoleon zu begegnen.

## Bau und Nutzung
Das Gebäude ist ein einzelner Turm mit nahezu quadratischem Grundriss und zwei Scharwachtürmen an den beiden vorderen Ecken, zum Atlantik hin gewandt. Ursprünglich scheinen mindestens zwei offene Kamine eingebaut worden zu sein und das Dach aus aufeinander geschichteten Steinen ist heute fast vollständig eingestürzt. Das Dach selbst hat eine kurze Brüstung, die wohl mehr ein Schutz gegen Herabstürzen als eine Verteidigungsanlage war.
Im Sommer besetzen viele Dohlen und ähnliche in der Gegend heimische Vögel die Turmruine. Manchmal dient der Turm auch als Zufluchtsort für Besucher der Cliffs of Moher, die auf dem südlichen Klippenweg von einem Sturm überrascht werden, der vom Atlantik her zieht.

## Galeriebilder

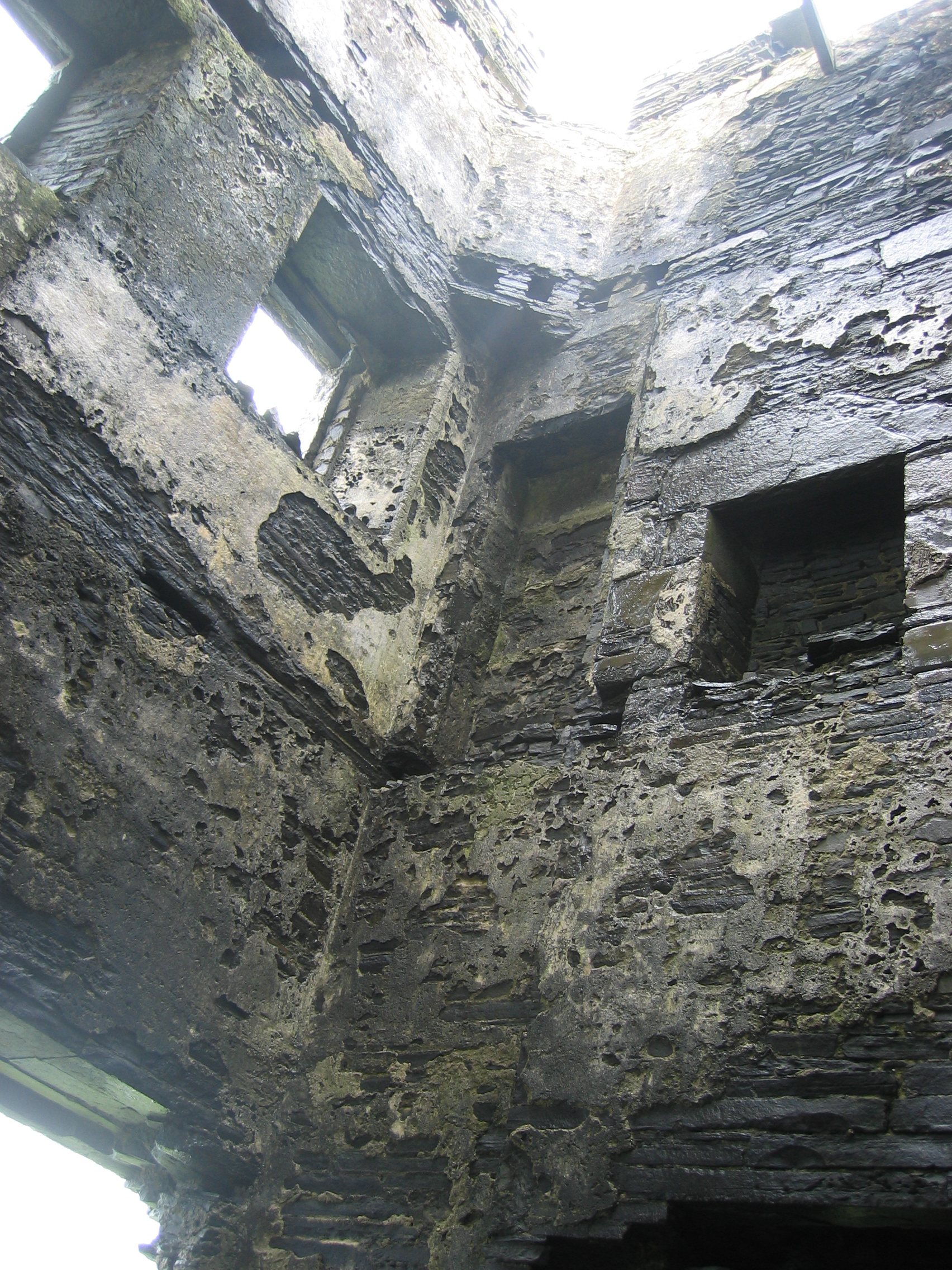
Im Moher Tower
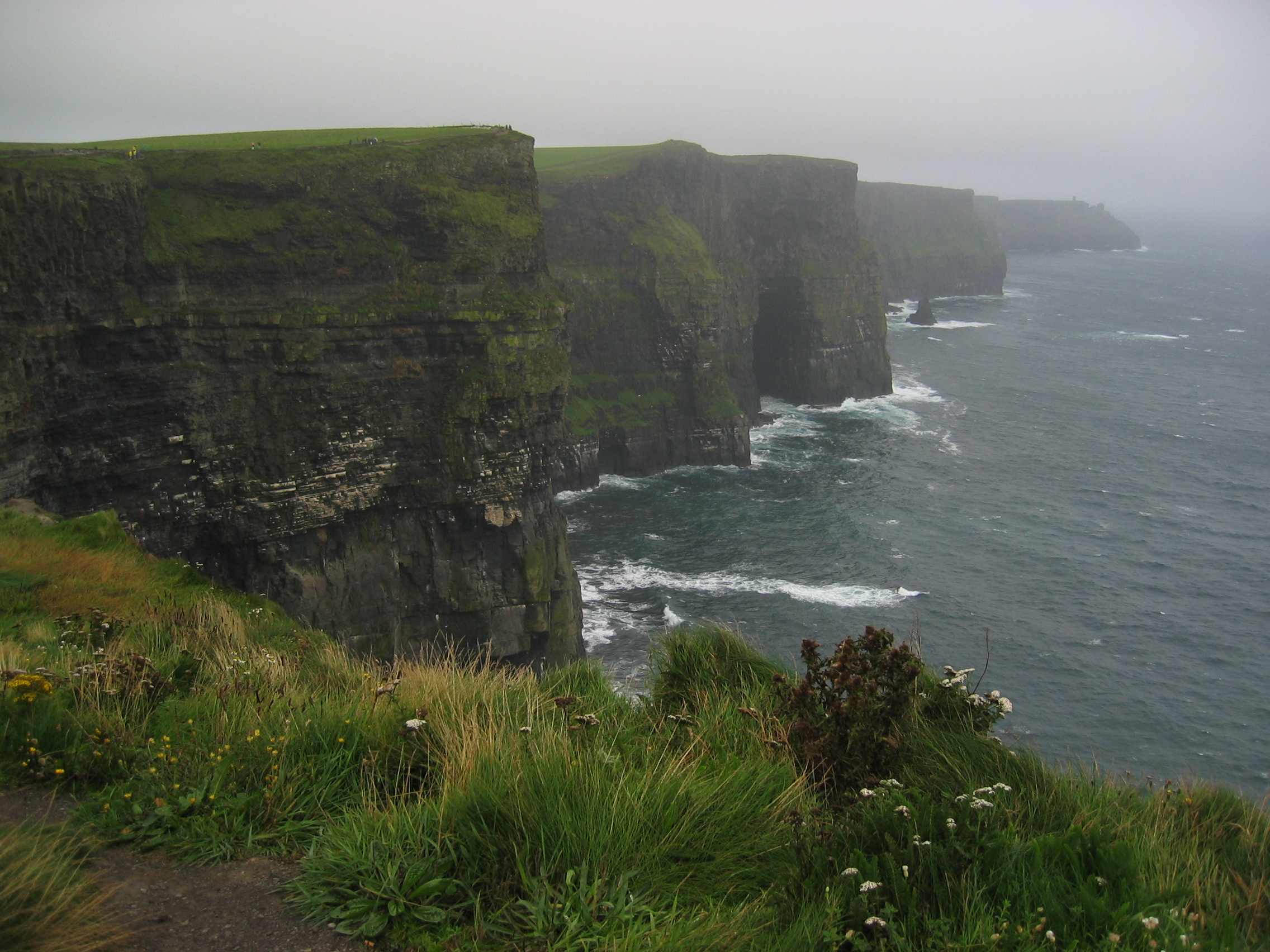
Der Moher Tower liegt auf der am weitesten entfernten Klippe auf dem Bild